# FKムラディ・ラドニク1926
フドバルスキ・クルブ・ムラディ・ラドニク1926（セルビア語: Фудбалски клуб Млади радник 1926, セルビア・クロアチア語: Fudbalski klub Mladi radnik 1926）は、セルビアのポジャレヴァツをホームタウンとするサッカークラブである。

## 歴代所属選手
- マリャン・マルコヴィッチ 1997-1999, 2018
- アミル・テリゴヴィッチ 2002-2005
- ステファン・シュチェポヴィッチ 2008